# Oak Racing
Oak Racing (zapis stylizowany OAK Racing, dawniej Saulnier Racing, Promatecme) – francuski zespół wyścigowy, założony w 1980 roku przez Serge Saulniera. Obecnie zespół startuje w FIA World Endurance Championship, Azjatyckiej Serii Le Mans oraz 24h Le Mans. W historii startów ekipa pojawiała się również na liście startowej we Francuskiej Formule 3, Brytyjskiej Formule 3, Formule 3 Euro Series, Europejskim Pucharze Formuły Renault V6, World Series by Nissan, World Series Light, Formule Renault 3.5 (2005 rok), Le Mans Series, Intercontinental LeMans Cup, American Le Mans Series oraz w European Le Mans Series. Siedziba zespołu znajduje się we francuskiej miejscowości Le Mans, obok słynnego toru wyścigów długodystansowych.

## Starty

### Formuła Renault 3.5
| Rok  | Bolid           | Kierowcy       | Wyścigi | Wygrane | PP | NO | Pkt | M.K. | M.Z. |
| ---- | --------------- | -------------- | ------- | ------- | -- | -- | --- | ---- | ---- |
| 2005 | Dallara-Renault | Simon Pagenaud | 17      | 0       | 0  | 0  | 30  | 16   | 10   |
| 2005 | Dallara-Renault | Ryō Fukuda     | 17      | 0       | 0  | 0  | 11  | 20   | 10   |

### Formuła 3 Euro Series
| Rok  | Bolid               | Kierowcy        | Wygrane | PP | NO | Pkt | M.K. | M.Z. |
| ---- | ------------------- | --------------- | ------- | -- | -- | --- | ---- | ---- |
| 2003 | Dallara F302-Sodemo | Harold Primat   | 0       | 0  | 0  | 0   | 34   | 8    |
| 2003 | Dallara F302-Sodemo | Simon Abadie    | 0       | 0  | 0  | 19  | 14   | 8    |
| 2003 | Dallara F302-Sodemo | Nicolas Armindo | 0       | 0  | 0  | 0   | 38   | 8    |